# Miguel Moyano

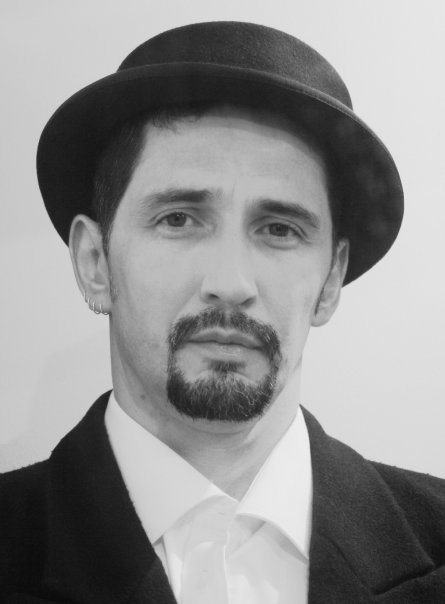

Miguel Moyano (Bogotá, 1962) es un dibujante colombiano.
Estudió en la Universidad Nacional de Colombia, en la Schule für Gestaltung (de Berna) y con los maestros
Udo Siig,
Luis Paz y
Marisa Schmitt-Viassone.
Inscrito dentro del realismo, el dibujo de Miguel Moyano se caracteriza por una búsqueda obsesiva de la perfección formal, mediante la cual el artista se adentra en el espíritu de aquello que representa y lo refleja en la obra. Su formación en la escuela alemana se pone de manifiesto en un dibujo riguroso, trabajando sobre tres temas recurrentes: los objetos, la figura y el paisaje.
En 1974, a los 12 años de edad, obtuvo el Premio Prismacolor de Dibujo.
En 1993 realizó su primera exposición en Berna (Suiza), desde entonces ha participado en más de un centenar de muestras en Colombia y el exterior.
En 2002 llevó a cabo un mural en el Museo de los Niños de Bogotá.
En 2003 se hizo merecedor de un premio nacional en el concurso de poesía: Descanse en paz la guerra, organizado por la Casa de Poesía Silva
En 2005 ganó el Salón Nacional de Agosto organizado por el Museo de Arte Contemporáneo de Bogotá.
En 2008 uno de sus dibujos fue incluido en Obras maestras de las colecciones colombianas, dentro del marco de la celebración del Año Iberoamericano de los Museos. En 2012 otro de sus dibujos fue incluido en Cien obras maestras de la colección del Museo de Arte Contemporáneo de Bogotá.
En 2013 una de sus obras fue seleccionada para el libro Colombia solo hay una, de Porvenir.
En 2017 su obra fue seleccionada por ARCOT para ser expuesta en Tokio (Japón); en este mismo año fue nombrado miembro honorario del Museo de Arte Contemporáneo de Bogotá.
Ha desarrollado una intensa actividad como dibujante y sus obras se encuentran en varios museos y forman parte de importantes colecciones.
Actualmente vive y trabaja en Bogotá.